# Џорџ Канинг
Џорџ Канинг (енгл. George Canning; 11. април 1770 — 8. август 1827) био је британски торијевски државник, политичар и дипломата. Заузимао је мноштво министарских позиција све док није постао премијер у априлу 1827. године. Међутим, четири месеца након ступања на дужност се разболео и умро и тако постао премијер са најкраћим стажом у британској историји све до 2022. године када га је на том месту заменила Лиз Трас са само 7 недеља проведених на дужности.